# Rainer Ehlers

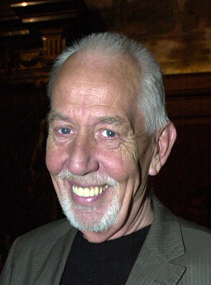
Rainer Jarchow

Rainer Ehlers (* 16. Dezember 1941 in Hamburg als Rainer Jarchow) ist ein Pastor der Nordelbischen Landeskirche im Ruhestand und als Stiftungsgründer der Deutschen AIDS-Stiftung Initiator der größten Deutschen AIDS-Hilfsorganisation.

## Leben
Jarchow wurde als Sohn einer Hamburger Kaufmannsfamilie geboren. 1970 trat er seine erste Pfarrstelle in Hamburg-St. Georg an der Dreifaltigkeitskirche an. Nachdem er sich gegenüber dem Bischof als schwul geoutet hatte und seine Frau sich deswegen scheiden lassen wollte, war er drei Jahre lang als Pastor in Heiligenhafen tätig. Anschließend arbeitete Jarchow fünf Jahre lang als Schulpastor im Rheinland. 1980 kündigte er, um sich einer Aussteiger-Kommune in Ithaka anzuschließen. 1983 eröffnete er mit einem Freund eine Praxis für Psychotherapie in Köln. Den Nachnamen Ehlers trägt er seit seiner Begründung einer eingetragenen Lebenspartnerschaft 2011.

### Kampf gegen AIDS
1986 wurde Jarchow als bundesweit erster Berater für Menschen mit HIV und AIDS vom Gesundheitsamt der Stadt Köln angestellt. Er war maßgeblich beteiligt an der Gesundheitspolitik gegenüber AIDS des damaligen Leiters des Amtes, Jan Leidel, der sogenannten Kölner Linie, und koordinierte die Aktivitäten des Amtes und der sonstigen engagierten Stellen in Köln.
In der Folgezeit wurde er rasch zum anerkannten Experten und Aktivisten gegen die Krankheit und für die Rechte und Integration der betroffenen Menschen.
1994 trat Jarchow die bundesweit erste Pfarrstelle für die Seelsorge von Menschen mit HIV und AIDS in Hamburg an, die er zehn Jahre lang, bis 2004, innehatte. In dieser Zeit leistete Jarchow Sterbebegleitung, half in sozialen Fragen und leistete vielfältige Seelsorge. 1996 segnete Jarchow zum ersten Mal ein schwules Paar im Gottesdienst. Jarchow ist Unterstützer des Projekts „Denkraum: Namen und Steine“ und 1. Vorsitzender des Vereins „Memento“.

### Gründung der Deutschen AIDS-Stiftung
Jarchow ist Initiator und, zusammen mit dem Verband der Privaten Krankenversicherung e.V., dem Deutschen Roten Kreuz und der DaimlerChrysler AG, vormals Daimler-Benz AG, Gründungsstifter der Deutschen AIDS-Stiftung, die Menschen mit HIV und AIDS unterstützt, Projekte fördert und sich im In- und Ausland gegen HIV und AIDS engagiert. Bis 2015 hat die Deutsche AIDS-Stiftung auf diese Weise ca. 40 Millionen Euro zugewandt. Jarchow ist Vorsitzender des Fachbeirats der Stiftung.
Engagement in der Deutschen AIDS-Hilfe
Von 2003 bis 2004 gehörte Rainer Jarchow dem Bundesvorstand der Deutschen AIDS-Hilfe an.

## Auszeichnungen und Ehrungen
- 1989 erhielt Jarchow das Bundesverdienstkreuz am Bande.
- 2005 wurde er „in Anerkennung seines unermüdlichen und selbstlosen Einsatzes für die an Aids erkrankten Menschen“ mit dem Bundesverdienstkreuz Erster Klasse aus der Hand der Bundesgesundheitsministerin geehrt.
- Bei seiner Verabschiedung in den Ruhestand 2004 würdigte Bischöfin Maria Jepsen Jarchow mit den Worten: „Ihre Arbeit hat die Kirche verändert“.
- 2009 wurde Rainer Jarchow für sein „Engagement, seinen Mut, seine Menschlichkeit und sein Können“ zum Ehrenmitglied der Deutschen AIDS-Hilfe ernannt.[4]
- 2013 erhielt Ehlers in Dresden den Hope-Award des südafrikanischen Aidsprojektes Hope Cape Town für sein außerordentliches Engagement im Kampf gegen HIV und Aids. Laudator war Sachsens früherer Ministerpräsident Georg Milbradt.[5]